# Signal de Saint-Pierre
Le signal de Saint-Pierre est un sommet des monts de Vaucluse et s'élève à 1 256 mètres d'altitude, ce qui en fait le plus haut sommet du parc naturel régional du Luberon.
Il est situé sur la commune de Lagarde-d'Apt, à l'est du bourg.

## Toponymie
Signal est un nom commun, la francisation de signau, mot provençal ayant le sens de « repère » en montagne.

## Géographie

### Situation et topographie

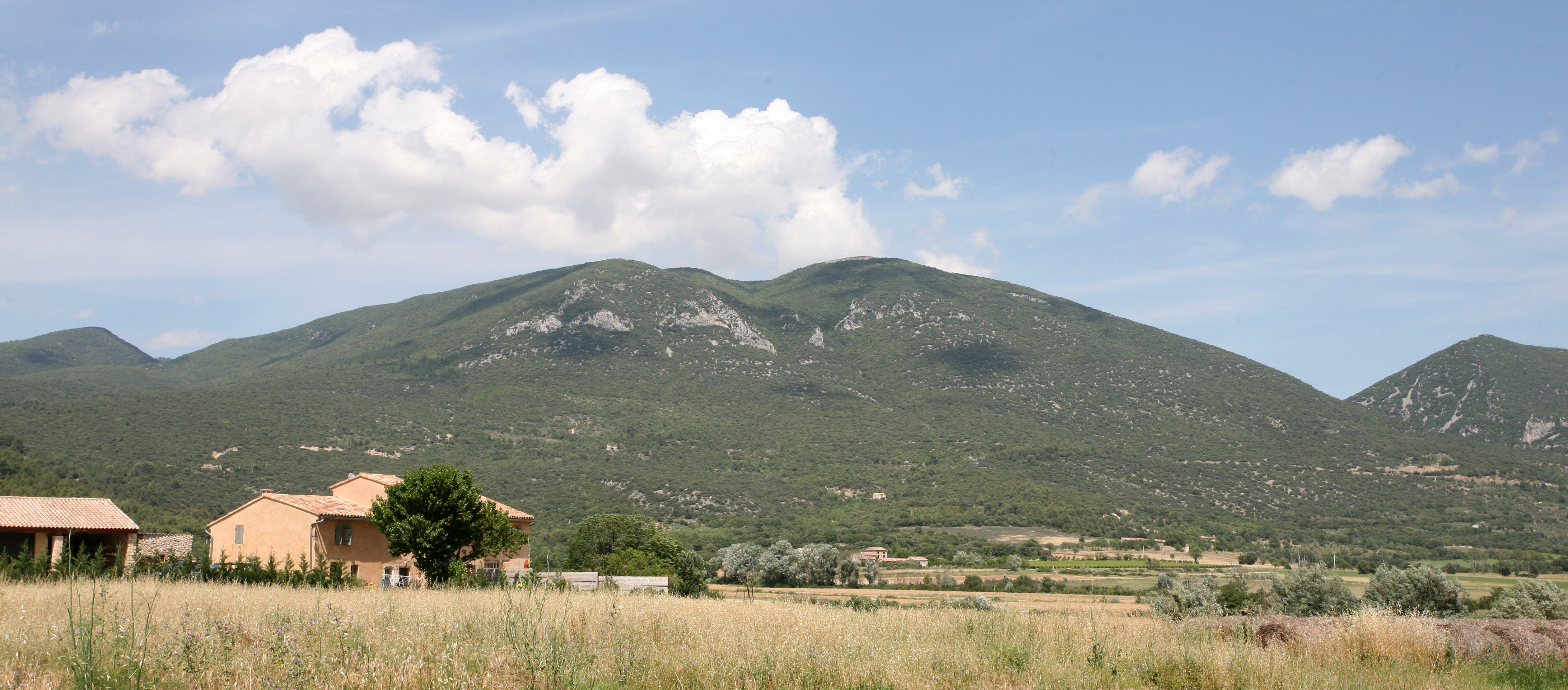
Flancs méridionaux des monts de Vaucluse à proximité du signal de Saint-Pierre.

La ville la plus proche est Apt, à plus d'une quinzaine de kilomètres au sud. Au pied de la montagne, à l'ouest, par delà le bois de Saint-Pierre, se trouve le bourg de Lagarde-d'Apt. Au sud, la route redescend vers la commune de Rustrel et la vallée, avec toutefois un petit plat entre les Bannetons et les ruines du Blaise. Enfin, au nord, le relief est constitué par plusieurs vallons et collines sur lesquels on trouve la chapelle de Lamaron et l'observatoire astronomique Cirène, puis par le plateau de Saint-Christol.
L'accès au pied du signal de Saint-Pierre depuis la plaine du Luberon se fait par la route départementale 40 en direction de Saint-Christol. Il existe aussi un accès plus étroit depuis Rustrel. Une fois au pied du signal, trois chemins permettent d'accéder au sommet : depuis le sud en partant par la ferme des Bannetons, l'est depuis les Gaudins et enfin le nord en passant à proximité de la Ferre, entre le bois de Saint-Pierre et le bois du Verger.
Au sud-est du sommet et relativement proche s'élève le Verger, un autre sommet culminant à 1 235 mètres d'altitude.
Depuis le sommet, le panorama offre une vue sur la vallée du Calavon et le massif du Luberon au sud et sur les plateaux des monts de Vaucluse, la montagne de Lure et le mont Ventoux au nord.

### Géologie et hydrographie
Comme le reste des monts de Vaucluse, le signal de Saint-Pierre est formé de calcaires du Mésozoïque, souvent perméables. L'eau s'enfonce dans la roche, créant des réseaux souterrains (système karstique), ressortant aux points bas.
Il existe un petit plan d'eau au nord-ouest du sommet semblant servir à l'irrigation[réf. nécessaire].

### Faune et flore

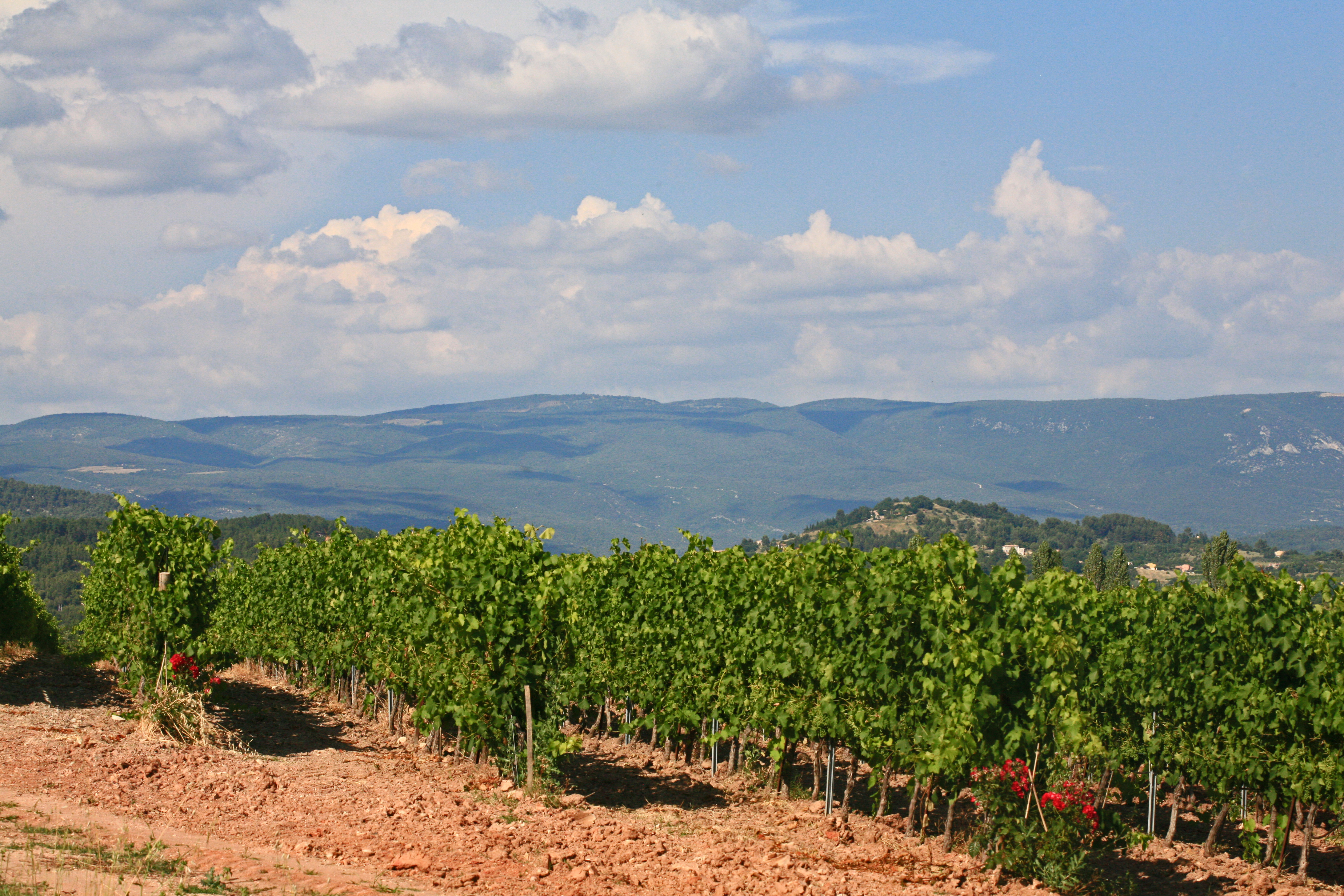
Le vignoble de l'AOC Ventoux à Roussillon avec en fond les monts de Vaucluse et le signal de Saint-Pierre.

Le flanc occidental du signal de Saint-Pierre est recouvert par le bois de Saint-Pierre. Le flanc oriental, partagé avec le sommet du Verger, est pour sa part recouvert par le bois du Verger. Les bois sont des hêtraies au sud-est et chênaies pubescentes au nord-ouest. Entre le Verger et le signal de Saint-Pierre, à une altitude d'environ 1 190 à 1 200 mètres, un petit vallon mêle plantations de lavandes et garrigue montagnarde. L'étagement de végétation est d'ailleurs considéré comme montagnard.
Trois zones naturelles d'intérêt écologique, faunistique et floristique (ZNIEFF) touchent le territoire de la montagne. Une de type 2, les « monts de Vaucluse », et deux de type 1, la zone « sud-est des monts de Vaucluse » qui couvre principalement son versant méridional et la zone « nord-est des monts de Vaucluse » son versant septentrional.
Plusieurs secteurs de valeur biologique majeure (VBM) couvrent le territoire.

### Climat
Le signal de Saint-Pierre a une température minimale moyenne annuelle entre 2 et 3 °C et une température maximale moyenne annuelle entre 11,9 et 13 °C. La pluviométrie, quant à elle, est estimée entre 1 000 et 1 100 mm par an.

## Activités

### Agriculture et productions

#### Agriculture

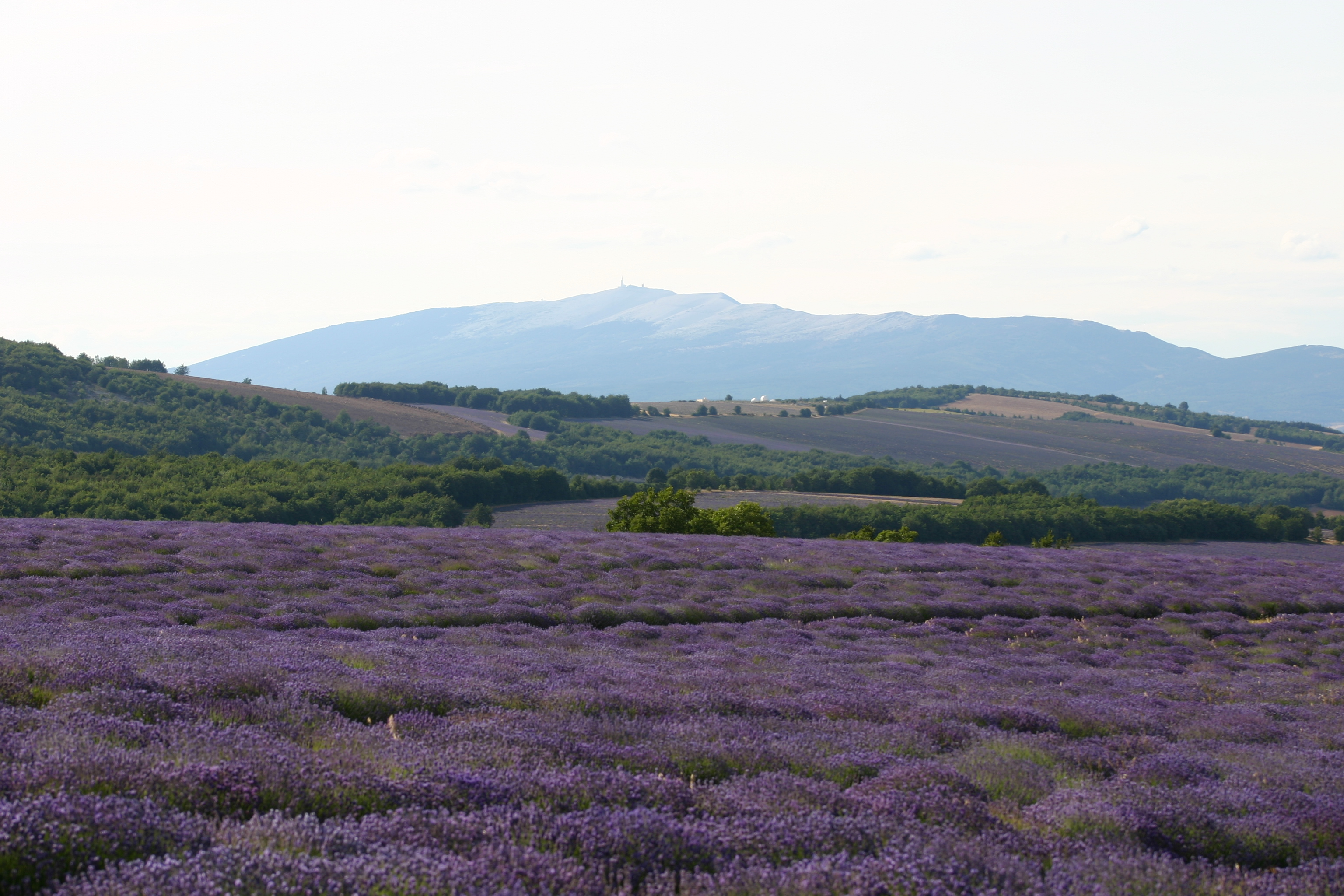
Vue sur les cultures de lavandes sur la commune de Lagarde-d'Apt avec en fond le mont Ventoux.

On trouve sur les plateaux tout autour du signal de Saint-Pierre de nombreux champs de lavandes. Plusieurs distilleries sont installées sur la commune et ses environs. L'altitude et le manque d'eau en font une zone peu favorable à de nombreuses cultures et a donc favorisé le choix de cette activité. La culture et la distillation de la lavande constituent l'activité principale de la commune et une activité majeure des monts de Vaucluse. Il s'agit de la variété Lavandula angustifolia plus communément appelée « lavande vraie » ou encore « lavande fine ». La seule commune de Lagarde d’Apt concentre 20 % de la production française de lavande fine.

#### Apiculture
Quelques apiculteurs sont présents notamment pour la fabrication de miel de lavande.

### Activités sportives

#### VTT
Bien que cela soit relativement anecdotique, plusieurs chemins permettent la pratique de cette activité.

#### Randonnée
Le sentier de grande randonnée n°4 arrive à l'ouest et repart à l'est en contournant le signal de Saint-Pierre par le sud.

### Protection environnementale
La pollution lumineuse est relativement faible, voire inexistante.
Le potentiel éolien est existant avec une force de 6,5 m/s.